# São Salvador (Mirandela)
São Salvador is een plaats (freguesia) in de Portugese gemeente Mirandela en telt 295 inwoners (2001).